# Прохорова, Мария Илларионовна
Мари́я Илларио́новна Про́хорова (20 июля 1901, с. Леошкино (Левошкино), Санкт-Петербургская губерния — 1993) — советский биолог, ректор Молотовского университета (2 октября 1937 — 12 июня 1940), декан биолого-почвенного факультета Ленинградского государственного университета, директор Физиологического института им. Алексея Алексеевича Ухтомского (1955–1958), член Международного нейрохимического общества, доктор биологических наук, профессор, участница Великой Отечественной войны.

## Биография
В 1924 году окончила биологическое отделение физико-математического факультета Ленинградского государственного университета. В 1934 году окончила аспирантуру Ленинградского государственного университета. 
В начале 30-х годов некоторое время работала в Девятинской школе Вытегорского уезда Лодейнопольского округа Ленинградской области (ныне Вытегорский район Вологодской области), занимаясь внеклассной работой (по свидетельству Анастасии Никитичны Шестопаловой (Вершининой), подкреплённому фотографией М.И.П. с группой учеников Девятинской школы). 
С 1935 год по 1937 год работала заместителем декана биологического факультета, являлась старшим научным сотрудником Физиологического института и ассистентом, а затем доцентом кафедры биохимии на биологическом факультете Ленинградского университета
В 1930 году стала членом ВКП(б).
С 2 октября 1937 года по 12 июня 1940 года — ректор Молотовского (Пермского) университета
Являлась участником Всесоюзных съездов физиологов и биохимиков в 1934 году и в 1937 году. В 1935 году была делегатом и докладчиком на XV Международном физиологическом конгрессе (Москва, Ленинград).
С 1940 год по 1941 год работала доцентом кафедры биохимии биологического факультета Ленинградского университета.
С 1941 год по 1942 год исполняла обязанности заведующего кафедрой биохимии Ленинградского университета в Саратове.
С 1952 года — профессор кафедры биохимии. С 1955 года по 1958 год — декан биолого-почвенного факультета Ленинградского государственного университета и директор Физиологического университета им. Алексея Алексеевича Ухтомского.
В Великую Отечественную войну возглавляла выполнение спецтемы по изучению газовой гангрены с целью разработки путей её терапии в Ленинградском государственном университете. В блокаду Ленинграда была членом группы противовоздушной обороны Ленинградского государственного университета. Также вела научно-практическую работу на базе нейрохирургического госпиталя в Саратове.

## Научное творчество
По инициативе М. П. Прохоровой в 1961 году в Ленинградском университете была организована специальная лаборатория биохимии нервной системы.
М. П. Прохорова первая в России начала использовать радиоактивный углерод в экспериментах на животных, предложив методы определения «меченых» соединений в тканях животного организма. Её методические подходы позволили получить новые фундаментальные данные, которые изменили существовавшие положения об углеводном, липидном и энергетическом метаболизме головного мозга.
Разработанные ею методические подходы позволили получить новые фундаментальные данные, которые изменили существовавшие положения об углеводном, липидном и энергетическом метаболизме головного мозга и впоследствии вылились в создание школы нейрохимиков Ленинградского университета. Эти работы были высоко оценены зарубежными учеными, подтверждением этого стало избрание её членом Международного нейрохимического общества.
М. А. Прохорова подготовила более 40 кандидатов наук и 6 докторов наук по биологии.

## Избранные работы
Общее число публикаций: научные статьи — около 200, учебные пособия — 3.
- Прохорова М. П., Тупикова З. Н. Методы определения радиоактивного углерода Ц14 в компонентах углеводного и липидного обмена. Л.: Изд-во Ленингр. ун-та, 1959. 103 с.
- Прохорова М. П., Тупикова З. Н. Большой практикум по углеводному и липидному обмену. Л.: Изд-во Ленинградского унив., 1965. 219 с.
- Прохорова М. П. Ефим Семенович Лондон. Брошюра / М. И. Прохорова, А. М. Дубинский; ред. И. П. Дубровская. Ленинград: Ленинградский университет, 1969. 61 с.
- Прохорова М. П. Нейрохимия: избранные разделы: учебное пособие. Л.: Изд-во Ленинградского ун-та, 1979. 269 с.
- Прохорова М. П. Методы биохимических исследований: липидный и энергетический обмен: учебное пособие. Ленинград: Изд-во Ленинградского университета, 1982. 271 с.,

## Награды
- Орден Ленина (1960)
- Орден «Знак Почёта» (1953)
- Медаль «За оборону Ленинграда» (1944)
- Медаль «За доблестный труд в Великой Отечественной войне» (1946)
- Почётное звание «Заслуженный деятель науки РСФСР» (1965)